# Анонимен
„Анонимен“ (на английски: Anonymous) е периодична драма от 2011 г. на режисьора Роланд Емерих, а сценарият е на Джон Орлоф. Във филма участват Рис Айфънс, Ванеса Редгрейв, Джоли Ричардсън, Дейвид Тюлис, Ксавиер Самюел, Себастиан Арместо, Рейф Спол, Едуард Хог, Джейми Кемпбъл Бауър и Дерек Джейкъби. Премиерата на филма се състои в Международния филмов фестивал в Торонто на 11 септември 2011 г. Продуциран от „Центрополис Ентъртейнмънт“, „Студио Бабелсберг“ и разпространен от „Кълъмбия Пикчърс“, филмът е пуснат на 28 октомври 2011 г. в Съединените щати, Канада и Великобритания.